# Set (gra)

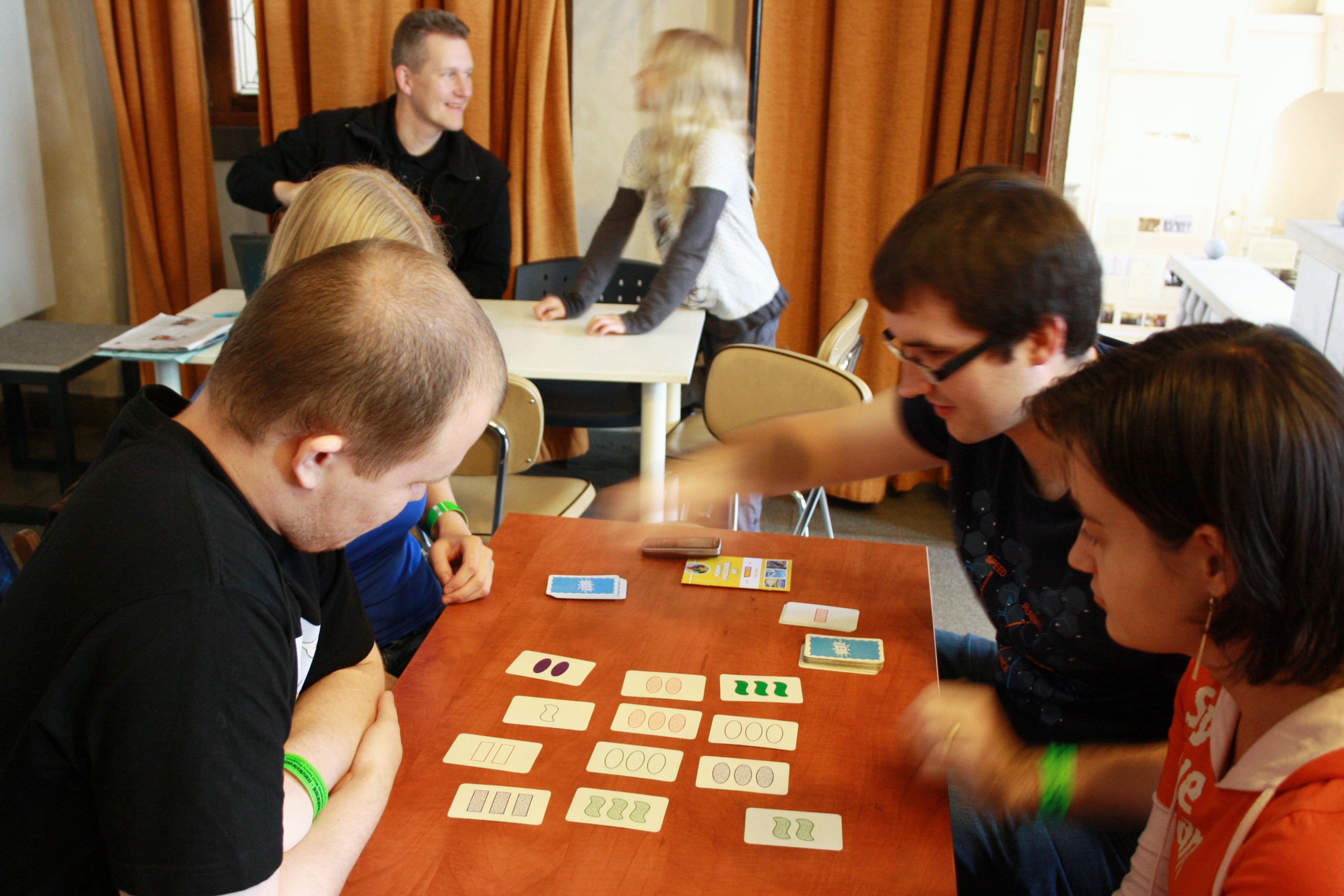
Set

Set – gra karciana polegająca na znajdywaniu trójek kart (ang. set – 'zestaw'). Producentami gry są Ravensburger (w Polsce) i amerykańska firma Set Enterprises.
Każda karta w grze ma cztery cechy – liczbę (1, 2, 3), kształt (romb, owal, wężyk), kolor (czerwony, zielony, fioletowy) i wypełnienie (paskowany, jednolity lub bez wypełnienia).
Wszystkich kart jest 81 ({\displaystyle 3^{4}}), każda jest różna od pozostałych.

## Set
Dana trójka jest setem wtedy, gdy dana cecha powtarza się dla wszystkich kart lub dla każdej karty jest różna. Na przykład setem jest 
 (wspólne jest wypełnienie, wszystkie inne cechy są za każdym razem inne).

Natomiast setem nie jest np. 
 (pierwsze dwie karty są czerwone, trzecia jest zielona).

## Przebieg gry
Rozkłada się na stole dwanaście kart (4 karty w trzech rzędach). Jeśli któryś z graczy zauważy seta, zdejmuje te trzy karty ze stołu, odkłada na swój stosik, a na stół wykłada się karty tak, by uzupełniły stan stołu do dwunastu, chyba że biblioteka się wyczerpała. Gdy na stole nie ma żadnego seta, a biblioteka nie jest pusta, dokłada się jedną kartę.
Wygrywa ten, kto znalazł więcej setów.